# 冷钱
冷钱（Cold Money），是一个与热钱相对应的概念，是指长期投资的流动资金。
在中国境内的语境之下，冷钱特指中国的贸易顺差挣来的钱。如果有贸易顺差，就会有很多国外的资金流入中国，与“热钱”的“快进快出”相反，冷钱长期留在国内，慢进慢出。